# La montaña embrujada
La montaña embrujada (Race to Witch Mountain en inglés) es una película estrenada el 13 de marzo de 2009. Es una versión del filme de 1975 La montaña embrujada. Está dirigida por Andy Fickman y protagonizada por Dwayne Johnson, AnnaSophia Robb, Alexander Ludwig y Carla Gugino. La filmación se inició en Los Ángeles en marzo de 2008.

## Argumento
Un misterioso ovni aterriza de noche en Las Vegas, Nevada, éste es descubierto por el "Proyecto Polvo Lunar", quienes llevan la nave a "La Montaña Embrujada", una base del gobierno que aparece en los mapas como una montaña común del desierto de Las Vegas, pero cuyo interior alberga las instalaciones de dicho proyecto. Mientras tanto en la ciudad, Jack Bruno (Dwayne Johnson), taxista de Las Vegas y exconvicto, toma como pasajeros a Seth (Alexander Ludwig) y a Sara (AnnaSophia Robb) sin saber quiénes son en realidad. Durante el trayecto, los agentes del gobierno intentan capturarlos pero consiguen escapar gracias a la habilidad de Jack para conducir. Al dejarlos, nota que le dan mucho dinero ($15.000) y eso junto al hecho de escuchar que algo/alguien estaba rompiéndolo todo dentro de la casa abandonada, lo llevaron a entrar, llegando con los "niños" a un cuarto secreto abajo de la casa. Sara busca y encuentra un objeto correspondiente a un experimento que prueba que su planeta puede ser reoxigenado para salvarlo de la extinción total. Al hacerse con el experimento, son atacados por un "Siphón", un asesino especialmente adiestrado que no dejará de perseguir a su presa hasta completar la misión. Logran escapar pero Jack, al estar según él "confundido", les pregunta quiénes son. Cuando los niños demuestran que son extraterrestres y que lo que llevan es un experimento para reoxigenar la atmósfera de su planeta, comienza la verdadera aventura al ser perseguidos por el "Siphón", y por el "Proyecto Polvo Lunar". Más tarde, con la ayuda de la doctora Alex Friedmann (Carla Gugino), logran llegar a La Montaña Embrujada, donde permanece cautiva su nave espacial. Después de que los niños sean capturados para futuros experimentos, Jack y Alex intentan rescatarlos infiltrándose en las instalaciones de "La Montaña Embrujada". Al final logran salir de dicho lugar dentro de la nave de los jóvenes.
Al momento de despedirse, obsequian a Alex y a Jack un dispositivo rastreador que les permitirá volver a contactarlos en un futuro. Además, Sara entrega a Jack su don desarrollado para leer los pensamientos de los demás. En la escena final, podemos ver a Jack Bruno junto con Alex como exitosos conferencistas; el primero, además, como un autor de éxito gracias a su libro Race to Witch Mountain. Ya en su auto, suena un dispositivo como si se tratase de una alarma, que resulta ser el que recibieron de Seth y Sara, lo que supone que los jóvenes han regresado para visitarlos.

## Desarrollo
En julio de 2007, Walt Disney Pictures contrató a Andy Fickman para dirigir Race to Witch Mountain, una nueva versión de Escape to Witch Mountain, utilizando un guion de Matt López. En agosto, el actor Dwayne Johnson fue lanzado para el papel principal, con rodaje programado para iniciar en marzo de 2008. Fickman no describió la película como una versión, sino como una producción con "un nuevo capítulo en la saga de La Montaña Embrujada". El director también describe el libro en el que se basan las películas como "un thriller fresco muy oscuro" y prevé elementos que no existían en la película de 1975. En marzo de 2008, los cineastas estaban usando un nuevo guion escrito por Marcar Bomback, la película fue retitulada Race to Witch Mountain (la montaña embrujada), y comenzó a filmarse en Los Ángeles, en el mismo mes.
El centro de convenciones de Pomona, California se convirtió en el escenario de la Expo 9 de Ovnis, y el interior de la Montaña Embrujada ha sido diseñado sobre la base de las instalaciones de NORAD en Cheyenne Mountain. El director solicitó la cooperación de expertos en ovnis, militares y asesores de la CIA para dar forma a los elementos de la película. Él también introdujo un nuevo elemento en la adaptación, una criatura extraterrestre llamada Siphón. Ésta fue concebida por el equipo de diseño, el mismo que ha colaborado con el diseño de apariencias en Alien y Depredador.

## Reparto
- Dwayne Johnson como Jack Bruno, un taxista de Las Vegas. El director eligió a un taxista como personaje principal porque había una "única" relación entre el conductor y sus pasajeros. Fickman explicó: "Cuando Dwayne conduce y dos aliens aparecen en su cabina, instantáneamente está pegado a ellos, hay un contrato implícito para poder llegar a su destino, porque eso es lo que hace."

- AnnaSophia Robb como Sara, hermana de Seth, una chica con poderes mentales. Fickman eligió a Robb por su desempeño en Bridge to Terabithia (2007).

- Alexander Ludwig como Seth, hermano de Sara, un joven con poderes físicos.

- Ciarán Hinds como Henry Burke. Hinds describió a su personaje como un hombre de negro. Explica: "Yo soy el jefe de una operación encubierta en donde hay que ponerse en contacto con seres que no son personas... Es acerca de la protección del país. Él es responsable de la misma, y hace lo que hay que hacer".

- Carla Gugino como Alex Friedmann, una astrofísica desacreditada y despedida de varias universidades, que es relegada a dar una conferencia de ciencias en una convención de Ovnis en Las Vegas. Fickman eligió a Gugino por su desempeño en la serie de televisión Umbral, en la que la actriz fue protagonista.

- Garry Marshall como un científico del gobierno y teórico de la conspiración Ovni.

- Tom Woodruff Jr como el Siphón, un extraterrestre con un traje metálico con superpoderes que ha venido a detener a Sara y a Seth, y el principal antagonista.

- Chris Marquette sin nombre en su papel.

- Kim Richards como la camarera de Roadhouse. Richards interpretó a la niña Tía Malone en la película de 1975.

- Ike Eisenmann como un sheriff. Eisenmann interpretó al niño Tony Malone en la película de 1975.

- William J. Birnes, en un cameo.

- Whitley Strieber, autor del libro Comunión, en un cameo.

## Doblaje
| Personaje          | Actor original    | Actor de doblaje (Latinoamérica) | Actor de doblaje (España) |
| ------------------ | ----------------- | -------------------------------- | ------------------------- |
| Jack Bruno         | Dwayne Johnson    | Juan Carlos Tinoco               | Pablo Adán                |
| Sarah              | AnnaSophia Robb   | Jesicca Angeles                  | Blanca Hualde             |
| Seth               | Alexander Ludwig  | Memo Aponte                      | Miguel Rius               |
| Dra. Alex Freidman | Carla Gugino      | Rebecca Patiño                   | Isabel Fernández Avanthay |
| Henry Burke        | Ciarán Hinds      | Miguel Varoni                    | José Antonio Ceinos       |
| Matheson           | Tom Everett Scott | José Luis Reséndez               | Iván Muelas               |
| Pope               | Chris Marquette   | Noe Velásquez                    | Cholo Moratalla           |
| Carson             | Billy Brown       | Octavio Rojas                    | Iñaki Crespo              |
| Agente             | ¿?                | Guy Ecker                        | ¿?                        |
| Eddie              | Cheech Marin      | Roberto Vander                   | Julio Sanchidrián         |

### Versión de doblaje en Latinoamérica
- Estudio de Doblaje: Taller Acústico S.C.
- Dirección de Doblaje: Luis Daniel Ramírez

### Versión de doblaje en España
- Estudio de Doblaje: Soundub
- Dirección de Doblaje: Carlos Ysbert